# Ярославль-Главный
Ярославль-Главный (до 1958 года Всполье) — железнодорожная станция Ярославского региона Северной железной дороги и главный железнодорожный вокзал города Ярославля.

## История
Первая железная дорога в Ярославле была построена в 1870 году, соединив Сергиев Посад с Ярославлем. Разрешение на её строительство было выдано в 1868 году, а движение открыто 18 февраля 1870 года. Главным вокзалом на то время был вокзал, известный сейчас под названием Ярославль-Московский.
Затем железнодорожные ветки медленно распространялись от основной магистрали на север и восток, в направлении Вологды, Костромы, Рыбинска. Так, ярославско-рыбинская дорога начала строиться в 1898 году и была закончена в 1902 году. К тому времени Ярославская железная дорога работала уже около тридцати лет. Принадлежала дорога Акционерному обществу Московско-Ярославской железной дороги. В конце XIX века правление общества возглавлял С. И. Мамонтов.
В 1898 году была построена станция Всполье — одноэтажное деревянное здание, позже приспособленное под здание дежурного по станции, в городе это название до сих пор в ходу. Своё название станция получила от исторического названия местности Всполье, где была построена. После постройки в 1913 году железнодорожного моста через реку Волгу более старый вокзал Ярославль-Московский оказался не на основных путях транспортировки железнодорожных грузов через Ярославль. Поэтому станция Всполье постепенно выросла до главного вокзала Ярославля.
В годы Великой Отечественной войны станция Всполье была решающей для всего Северо-Западного направления. Она являлась распределительной станцией Калининского, Западного и Северо-Западного фронтов. Отсюда отправлялись поезда, перевозившие необходимые грузы для бойцов, защищавших Москву и Ленинград, сюда вывозили жителей блокадного Ленинграда. Этот этап в истории вокзала отражён в романе «Два капитана».
В 1952 году построено новое здание вокзала (архитекторы Николай Панченко и Михаил Шпотов). Здание с часовой башней, украшенной знаками зодиака, пример сталинского ампира, в 1955 году подверглось критике в постановлении о борьбе с излишествами в архитектуре. По объёму пассажирских перевозок, переработки багажа, а также по имеющемуся пассажирскому обустройству станция отнесена к категории внеклассных. Единовременная вместимость вокзала: 1500 пассажиров дальнего и местного сообщения и 300 пассажиров пригородного сообщения.

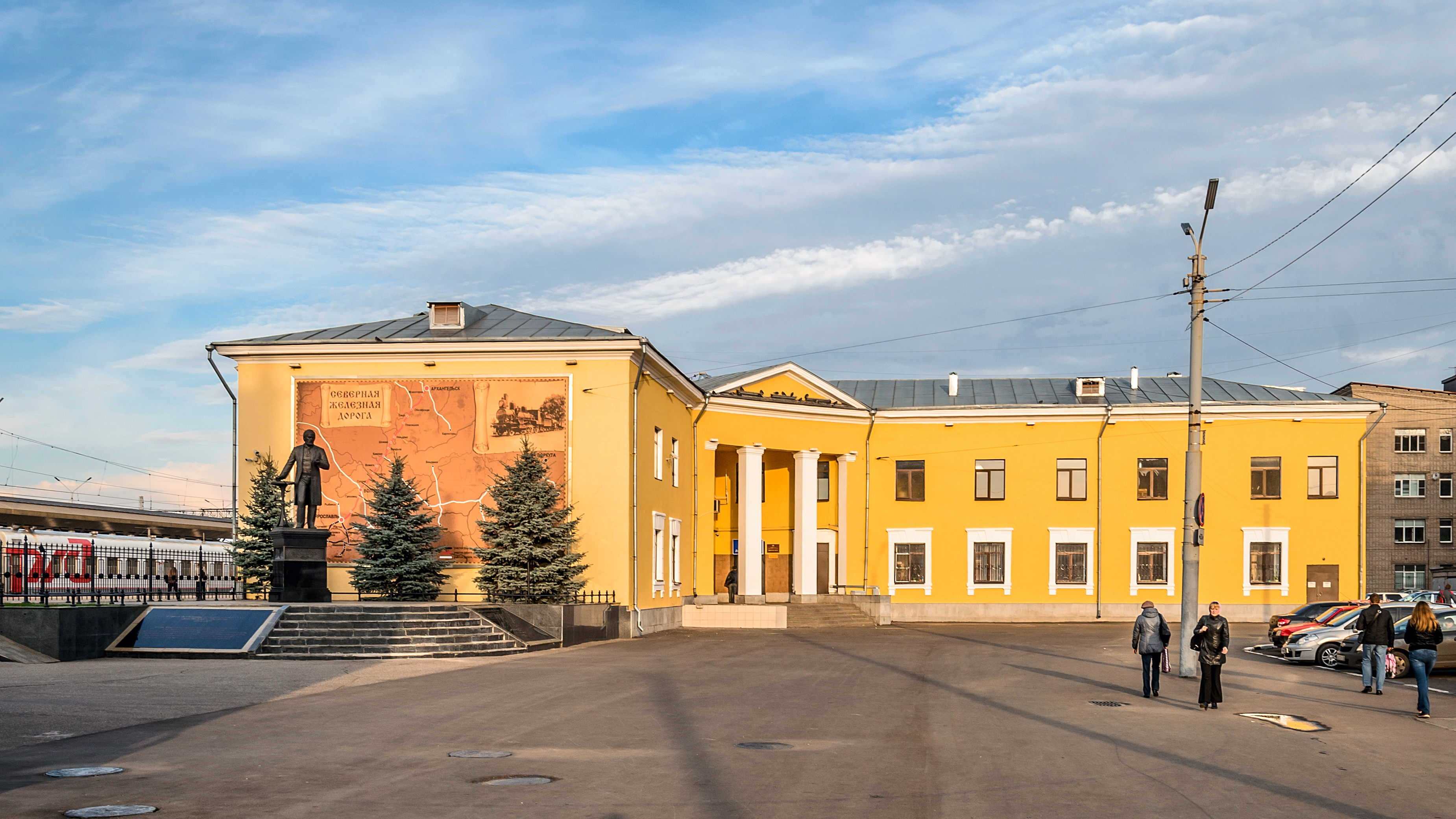
Административное здание и памятник Савве Мамонтову

5 августа 1958 года станция Всполье переименована в Ярославль-Главный.
В 1977 году построено здание билетных касс и подземный переход.
В 2008 году у вокзала установлен памятник Савве Мамонтову, имя которого тесно связано с историей Северной железной дороги.

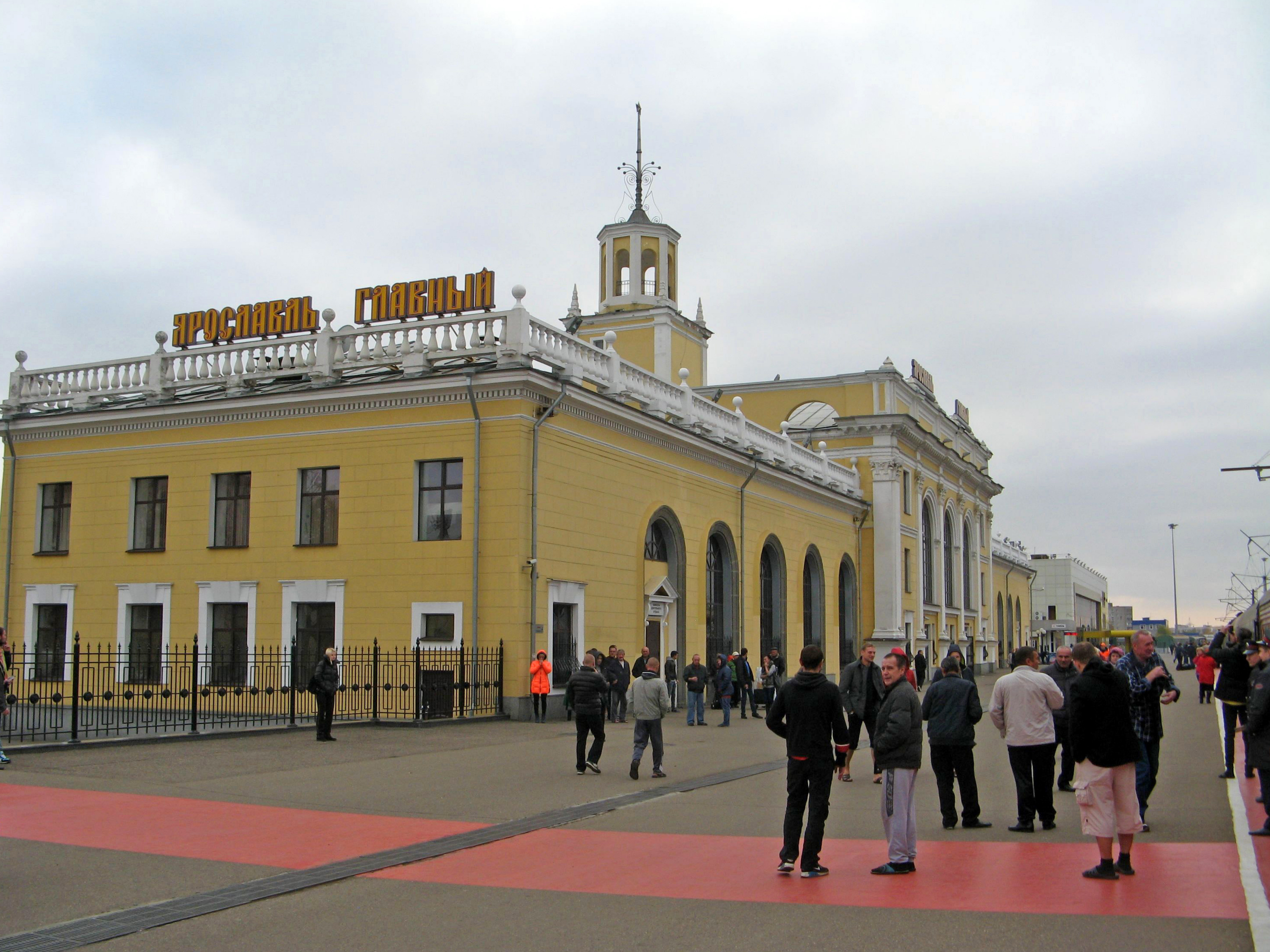
Платформа № 1

В июле 2010 — мае 2011 годов проведена реконструкция платформы № 2. На месте существовавшей низкой возведена крытая высокая платформа. По сравнению с имеющимися высокими платформами № 1 и № 3, платформа № 2 немного короче, и рассчитана в первую очередь на пригородное сообщение. Над большей частью платформы устроен навес с вмонтированными в него светильниками. Открытие платформы состоялось в конце мая 2011 года. В связи с тем, что на период реконструкции платформа № 2 была выведена из эксплуатации, на период строительства на специально выделенном пути № 7 функционировала временная низкая платформа № 5.
30 мая 2013 года на станции вследствие сильных продолжительных ливневых дождей произошло подтопление Привокзальной площади и пешеходного подземного перехода.
6 августа 2017 года запущен новый скорый поезд «Чайка» по маршруту Ярославль — Рыбинск. Расстояние между Ярославлем и Рыбинском скоростной поезд преодолевает за 59 минут.
10 октября 2018 года здание железнодорожного вокзала Ярославль-Главный 1952 года постройки включено в список выявленных объектов культурного наследия.

## Описание

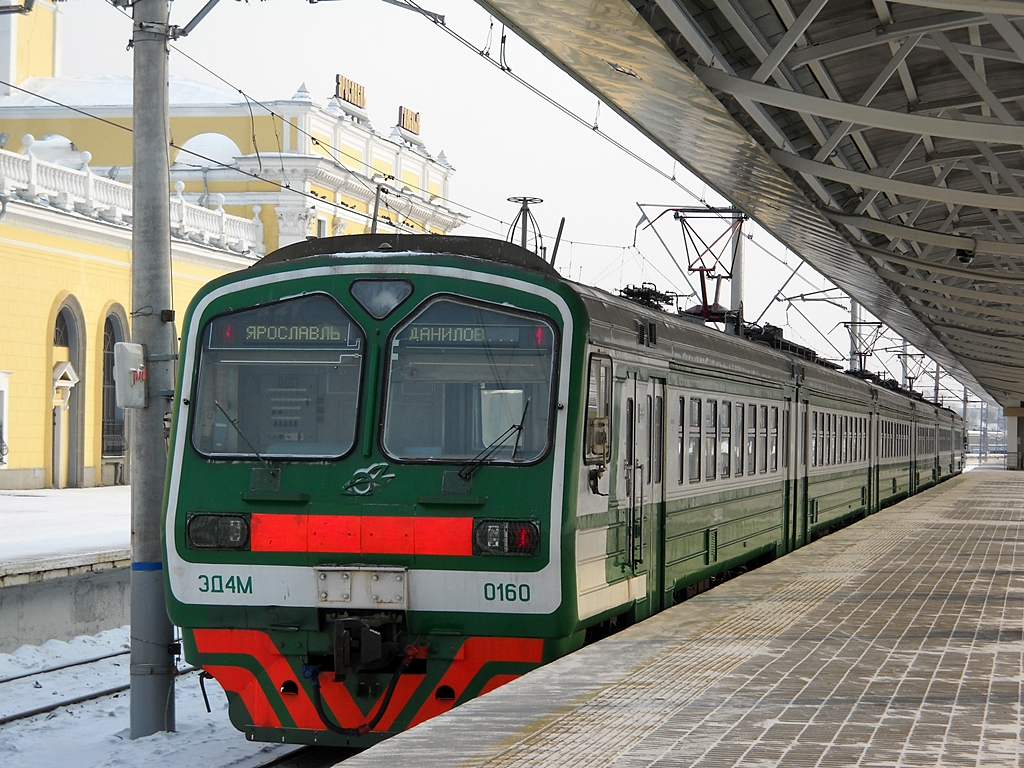
Прибывающий из Данилова ко 2-й платформе электропоезд ЭД4М

На станции 6 пассажирских путей смешанного (дальнего и пригородного) использования, 3 высокие платформы (1-я — 1-й путь, 2-я — 2-й и 3-й пути, и 3-я — 4-й и 5-й пути), 1 низкая (4-я — 6-й путь), более 20 грузовых путей. Выход на 1-ю платформу непосредственно из города и из зданий вокзала, на остальные через подземный переход.

Карта расположения станций в Ярославле в 1900-е годы

Карта расположения станций в Ярославле с 1960-х годов

## Пассажирское сообщение по станции
По состоянию на декабрь 2018 года через станцию курсируют следующие поезда дальнего следования:

### Дальнее

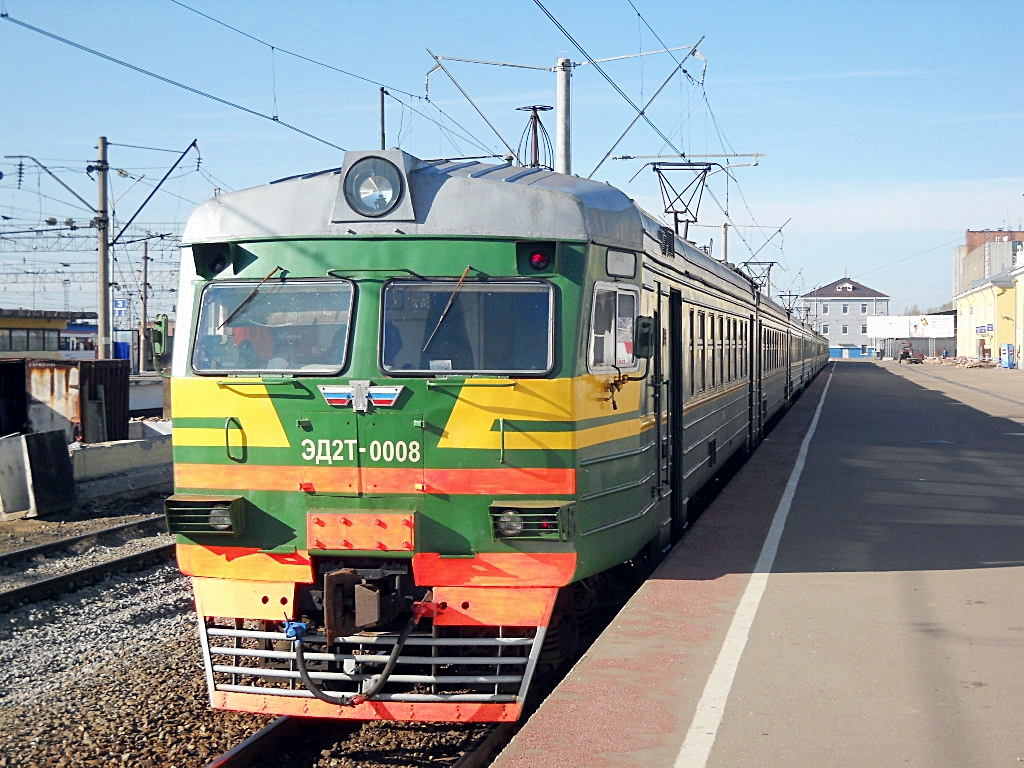
Электропоезд ЭД2Т на станции Ярославль-Главный

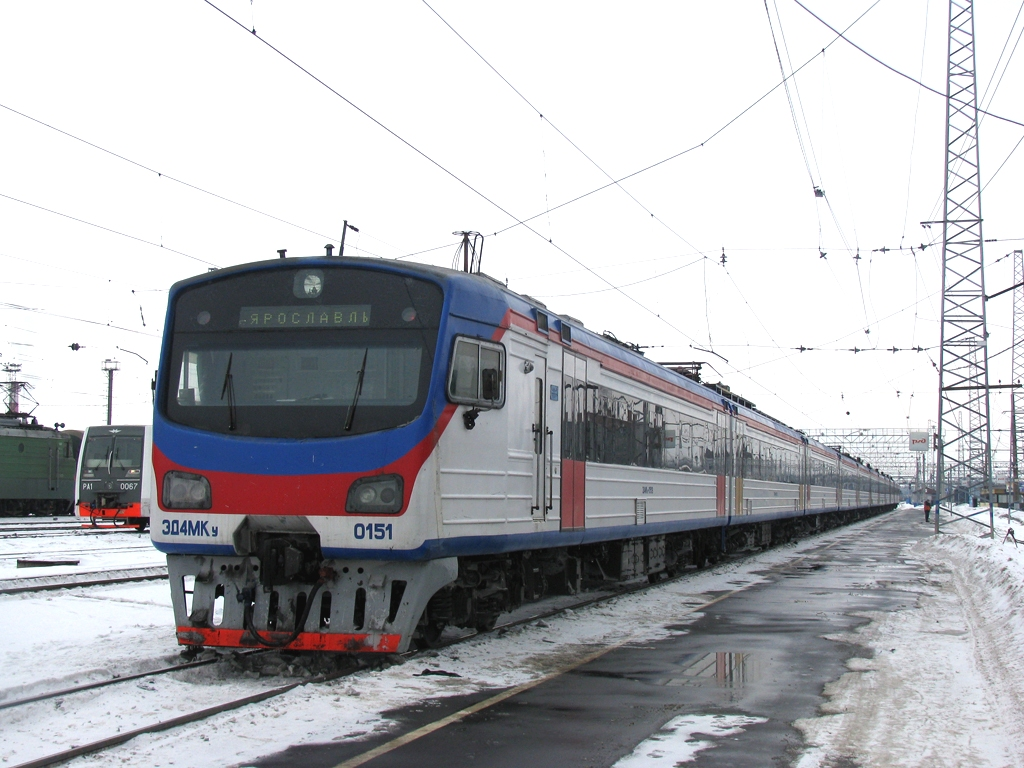
Электропоезда на пассажирском парке станции Ярославль-Главный

| № поезда                         | Маршрут движения                 | № поезда                         | Маршрут движения                 |
| Круглогодичное обращение поездов | Круглогодичное обращение поездов | Круглогодичное обращение поездов | Круглогодичное обращение поездов |
| -------------------------------- | -------------------------------- | -------------------------------- | -------------------------------- |
| 15                               | Архангельск — Москва             | 16                               | Москва — Архангельск             |
| 21 «Полярная стрела»             | Лабытнанги — Москва              | 22 «Полярная стрела»             | Москва — Лабытнанги              |
| 33 «Сыктывкар»                   | Сыктывкар — Москва               | 34 «Сыктывкар»                   | Москва — Сыктывкар               |
| 41 «Воркута»                     | Воркута — Москва                 | 42 «Воркута»                     | Москва — Воркута                 |
| 45 «Текстильный край»            | Иваново — Санкт-Петербург        | 46 «Текстильный край»            | Санкт-Петербург — Иваново        |
| 67                               | Абакан — Москва                  | 68                               | Москва — Абакан                  |
| 69                               | Чита — Москва                    | 70                               | Москва — Чита                    |
| 79                               | Архангельск — Адлер              | 80                               | Адлер — Архангельск              |
| 95                               | Ярославль — Кострома             | 96                               | Кострома — Ярославль             |
| 101                              | Ярославль — Москва               | 102                              | Москва — Ярославль               |
| 103                              | Ярославль — Москва               | 104                              | Москва — Ярославль               |
| 105                              | Ярославль — Москва               | 106                              | Москва — Ярославль               |
| 107                              | Вологда — Москва                 | 108                              | Москва — Вологда                 |
| 115 «Поморье»                    | Северодвинск — Москва            | 116 «Поморье»                    | Москва — Северодвинск            |
| 117 «Поморье»                    | Архангельск — Москва             | 118 «Поморье»                    | Москва — Архангельск             |
| 125 «Шексна»                     | Череповец — Москва               | 126 «Шексна»                     | Москва — Череповец               |
| 133                              | Архангельск — Минск              | 134                              | Минск — Архангельск              |
| 337                              | Самара — Санкт-Петербург         | 338                              | Санкт-Петербург — Самара         |
| 347                              | Уфа — Санкт-Петербург            | 348                              | Санкт-Петербург — Уфа            |
| 375                              | Воркута — Москва                 | 376                              | Москва — Воркута                 |
| Сезонное обращение поездов       |                                  |                                  |                                  |
| 187                              | Архангельск — Новороссийск       | 188                              | Новороссийск — Архангельск       |
| 209                              | Лабытнанги — Москва              | 210                              | Москва — Лабытнанги              |
| 221                              | Архангельск — Анапа              | 222                              | Анапа — Архангельск              |
| 233                              | Архангельск — Москва             | 234                              | Москва — Архангельск             |
| 257                              | Печора — Адлер                   | 258                              | Адлер — Печора                   |
| 261                              | Архангельск — Адлер              | 262                              | Адлер — Архангельск              |
| 267                              | Сосногорск — Новороссийск        | 268                              | Новороссийск — Сосногорск        |
| 281                              | Череповец — Адлер                | 282                              | Адлер — Череповец                |
| 283                              | Череповец — Анапа                | 284                              | Анапа — Череповец                |
| 287                              | Воркута — Белгород               | 288                              | Белгород — Воркута               |
| 433                              | Санкт-Петербург — Кострома       | 434                              | Кострома — Санкт-Петербург       |

### Пригородное сообщение
| № поезда       | Маршрут движения                      | № поезда  | Маршрут движения                   |
| -------------- | ------------------------------------- | --------- | ---------------------------------- |
| 6001           | Ярославль-Главный — Александров I     | 6004      | Александров I — Ярославль-Главный  |
| 6002           | Рязанцево — Ярославль (депо)          | 6013      | Ярославль (депо) — Рязанцево       |
| 6003           | Ярославль-Главный — Александров I     | 6006      | Александров I — Ярославль-Главный  |
| 6005           | Ярославль (депо) — Ростов-Ярославский | 6008      | Александров I — Ярославль (депо)   |
| 6009           | Ярославль-Главный — Александров I     | 6012      | Александров I — Ярославль-Главный  |
|                |                                       | 6224      | Ярославль-Главный — Данилов        |
| 6214           | Ярославль-Главный — Данилов           | 6215      | Данилов — Ярославль-Главный        |
|                |                                       | 6217      | Данилов — Ярославль-Главный        |
| 6218*          | Ярославль-Главный — Данилов           | 6219*     | Данилов — Ярославль-Главный        |
| 6220           | Ярославль-Главный — Данилов           | 6221      | Данилов — Ярославль-Главный        |
| 6227/6228      | Телищево — Данилов                    | 6225/6226 | Данилов — Телищево                 |
| 6273/6274      | Иваново — Ярославль-Главный           | 6277/6278 | Ярославль-Главный — Иваново        |
| 6275/6276      | Иваново — Ярославль-Главный           | 6279/6280 | Ярославль-Главный — Иваново        |
| 6401/6402      | Космынино — Ярославль (депо)          | 6417/6418 | Ярославль (депо) — Нерехта         |
| 6403/6404      | Кострома-Новая — Ярославль-Главный    | 6405/6406 | Ярославль-Главный — Кострома-Новая |
| 6407/6408      | Нерехта — Ярославль-Главный           |           |                                    |
| 6419/6420      | Нерехта — Ярославль-Главный           | 6423/6424 | Ярославль-Главный — Нерехта        |
| 6409/6410      | Кострома-Новая — Ярославль-Главный    | 6413/6414 | Ярославль (депо) — Кострома-Новая  |
| 6429/6430      | Ярославль-Главный — Кострома-Новая    | 6431/6432 | Кострома-Новая — Ярославль-Главный |
| 6572/6571      | Рыбинск-Пассажирский — Ярославль      | 6578/6577 | Ярославль — Рыбинск-Пассажирский   |
| 6574           | Пищалкино — Ярославль-Главный         | 6575/6589 | Ярославль-Главный — Пищалкино      |
| 6582/6581/6579 | Ярославль — Родионово                 | 6592/6591 | Пищалкино — Ярославль              |